# Buitinga asax
Buitinga asax is een spinnensoort uit de familie trilspinnen (Pholcidae). De soort komt voor in Tanzania.